# Selke-Aue
Selke-Aue è un comune tedesco di 1 337 abitanti situato nel land della Sassonia-Anhalt.
Il comune è stato costituito il 1º gennaio del 2010 dalla fusione dei comuni di Hausneindorf e Wedderstedt, lo stesso giorno è stato incorporato anche il comune di Heteborn.